# Edirne (by)
 For alternative betydninger, se Edirne. (Se også artikler, som begynder med Edirne)
Edirne (Adrianopel på græsk Hadrianopolis) er en by i Tyrkiet tæt ved  grænsen til Grækenland og Bulgarien. Byen er hovedstad i provinsen Edirne og har ca. 180.327(2018) indbyggere.
Byen blev grundlagt at den romerske kejser Hadrian. Edirne var under navnet Adrianopel hovedstad i Det Osmanniske Rige fra 1413 til 1458, til osmannerne erobrede Konstantinopel (i dag Istanbul), som de gjorde til rigets hovedstad.
Byens beliggenhed mellem Asien og Europa har gjort den og de nærliggende områder til skueplads for en lang række slag og erobringer fra tiden fra romernes grundlæggelse af byen, og byen hævder at være det historisk mest omtvistede punkt på kloden.
Byen er i dag berømt for sine mange moskeer, minareter og andre bygningsværker fra den osmanniske periode.

## Reflist
1. 1 2  "Edirne". Encyclopaedia Britannica. Hentet 31. maj 2018.
2. ↑  Keegan, John (1993). A History of Warfare. Random House. s. 70–71. ISBN 0-7126-9850-7.